# Roth an der Our
Roth an der Our is een plaats in de Duitse deelstaat Rijnland-Palts, en maakt deel uit van de Eifelkreis Bitburg-Prüm.
Roth an der Our telt 220 inwoners.

## Bestuur
De plaats is een Ortsgemeinde en maakt deel uit van de Verbandsgemeinde Südeifel.

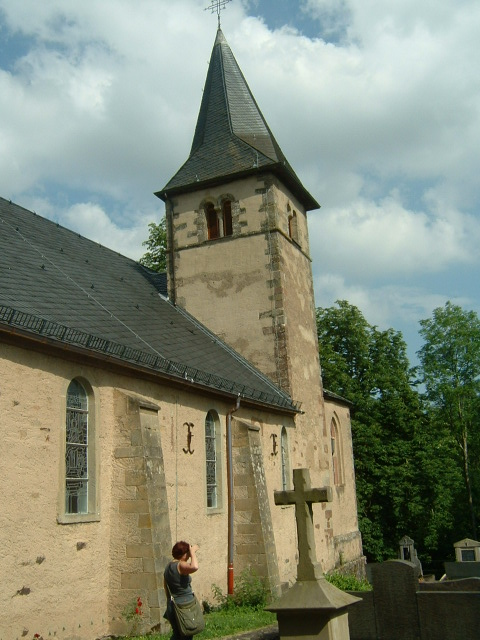
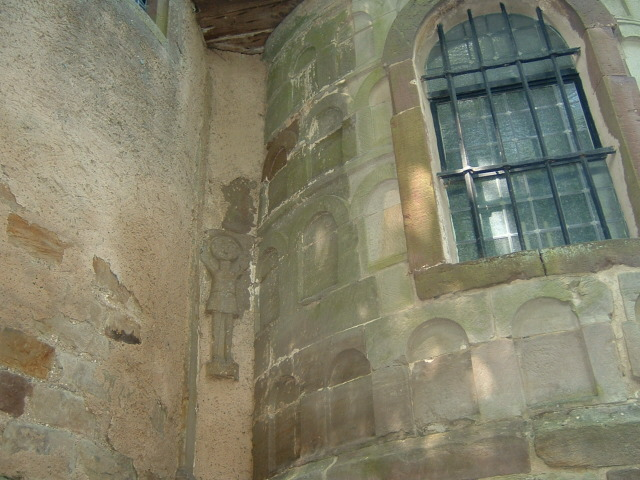
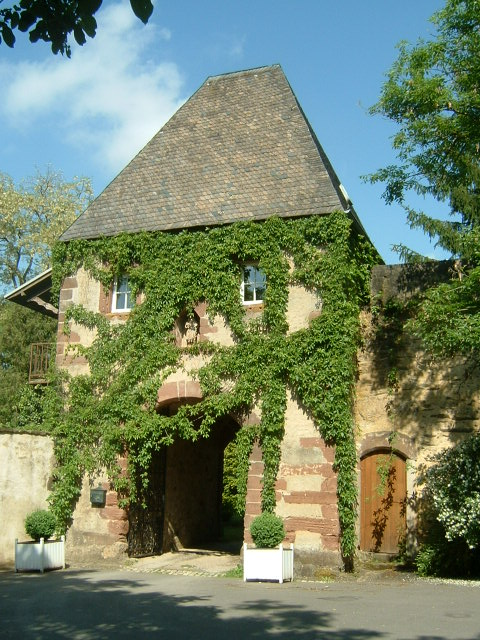
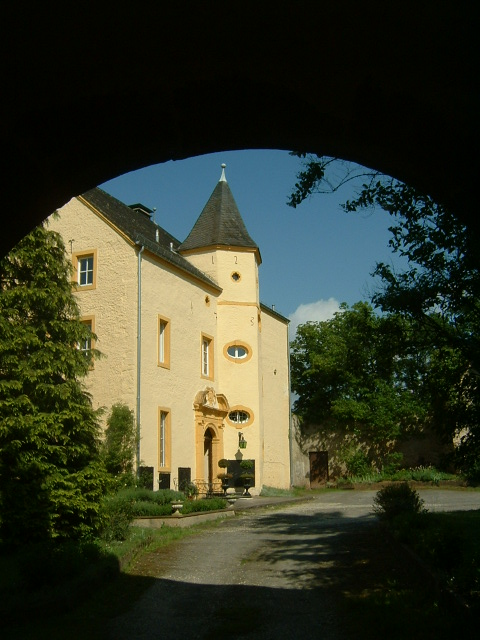

Verbandsvrije stad:  Bitburg